# Kalaphorura
Genre
Kalaphorura est un genre de collemboles de la famille des Onychiuridae.

## Distribution
Les espèces de ce genre se rencontrent en zone paléarctique.

## Liste des espèces
Selon Checklist of the Collembola of the World (version du 24 septembre 2019) :
- Kalaphorura bearei (Bagnall, 1937)
- Kalaphorura bermani (Martynova, 1976)
- Kalaphorura burmeisteri (Lubbock, 1873)
- Kalaphorura carpenteri (Stach, 1919)
- Kalaphorura granulata (Börner, 1909)
- Kalaphorura heterodoxa (Gisin, 1964)
- Kalaphorura ludzaki Weiner & Stomp, 2005
- Kalaphorura paradoxa (Schäffer, 1900)
- Kalaphorura tuberculata (Moniez, 1890)
- Kalaphorura vannieri (Massoud, 1968)

## Publication originale
- Absolon, 1901 : Weitere Nachricht über europäische Höhlencollembolen und über die Gattung Aphorura AD.Macg. Zoologischer Anzeiger, vol. 24, p. 375-381 & p. 385-389 (texte intégral).